# Кислицын, Сергей Анатольевич
Сергей Анатольевич Кислицын (7 ноября 1958, Усть-Каменогорск, Казахская ССР, СССР) — советский и казахстанский хоккеист, защитник, хоккейный тренер. Мастер спорта СССР.

## Биография
Воспитанник усть-каменогорского хоккея. Впервые на коньки встал в возрасте 11 лет. 16 сезонов провел в составе «Торпедо» Усть-Каменогорск. Два сезона играл в московском «Спартаке». В армии служил в СКА Новосибирск. Один из сезонов провел в «Амурстали» Комсомольск-на-Амуре в качестве играющего тренера. Позже был играющим тренером в «Торпедо» Усть-Каменогорск и «Анкаре». В 1997 стал главным тренером ХК «Янтарь» Северск, который возглавлял 2 года. Следующие два года возглавлял вторую команду «Янтаря». В 2000 году вернулся на лед в качестве игрока и провел ещё два сезона.
Завершив карьеру в 2002 году, вернулся в Усть-Каменогорск, где проработал до 2005 года тренером. В 2002/03 году был тренером сборной, а в 2003/04 возглавлял молодёжную сборную. В 2005 году вернулся в Северск, где работал тренером ДЮСШ. С 2008 года работает в СДЮШОР «Локомотив-2004» тренером.

## Достижения
— 3 место на турнире группы «С» чемпионата мира (1993 год) — в составе (сборной Казахстана).

## Статистика
| Легенда | Легенда                    | Легенда | Легенда                   | Легенда | Легенда    |
| ------- | -------------------------- | ------- | ------------------------- | ------- | ---------- |
| И       | Количество проведённых игр | Штр     | Штрафное время            | +/−     | Плюс-минус |
| Г       | Голы                       | П       | Голевые передачи          | О       | Очки       |
| -       | Статистика неизвестна      | —       | Статистика не учитывалась |         |            |